# Antiora affinis
Antiora affinis är en fjärilsart som beskrevs av Rothschild 1917. Antiora affinis ingår i släktet Antiora och familjen tandspinnare. Inga underarter finns listade i Catalogue of Life.